# Kanton Digoin
Kanton Digoin (francouzsky Canton de Digoin) je francouzský kanton v departementu Saône-et-Loire v regionu Burgundsko. Tvoří ho pět obcí.

## Obce kantonu
- Digoin
- Les Guerreaux
- La Motte-Saint-Jean
- Saint-Agnan
- Varenne-Saint-Germain